# Giovanni Caselli
Giovanni Caselli (Siena, 25 de abril de 1815 — Florença, 8 de junho de 1891) foi um físico italiano, criador do pantelégrafo, o predecessor do atual fax.